# Lillian Ross
Lillian Ross (Syracuse, 8 de junho de 1918 – Manhattan, 20 de setembro de 2017) foi uma jornalista e autora americana que trabalhou para a revista The New Yorker  de 1945 até sua aposentadoria. Foi uma das precursoras do chamado Novo Jornalismo ou jornalismo literário.

## Biografia
Ross nasceu Lillian Rosovsky, em Syracuse, Nova Iorque, em 1918 e cresceu no Brooklyn, a mais nova de três filhos de Louis e Edna (nascida Rosenson) Rosovsky. Seus irmãos mais velhos foram Helen e Simon.
Ross ingressou na revista The New Yorker em 1945, quando tinha 27 anos. Lá, escreveu para a coluna Talk of the Town.  Foi uma das precursoras, nos anos 1950 e 1960,  do estilo que viria a ser conhecido como Novo Jornalismo, que se vale de técnicas literárias para contar uma reportagem. Ross era uma jornalista discreta, que prezava mais a história a ser contada que a persona do jornalista. Seu perfil sobre Ernest Hemingway, publicado na revista em 1950, foi  bastante elogiado e  transformado em livro em 1961.
Na coluna Talk of the Town, após a morte de J. D. Salinger, ela escreveu sobre sua longa amizade com Salinger e mostrou fotos dele e de sua família, com sua família, incluindo seu filho adotivo, Erik (nascido em 1965).

## Morte
Ross morreu de um acidente vascular cerebral em Manhattan no dia 20 de setembro, 2017, aos 99 anos.

### Livros
- Portrait of Hemingway (publicado originalmente como perfil na  New Yorker, 13 de Maio de 1950; Simon & Schuster (New York City), 1961.
- Picture (reportagem sobre a realização do filme The Red Badge of Courage, originalmente publicada na New Yorker), Rinehart (New York City), 1952, Anchor Books (New York City), 1993. (ed. brasileira: Filme. Companhia das Letras)
- Com a irmã, Helen Ross) The Player: A Profile of an Art (entrevistas, Simon & Schuster, 1962, Limelight Editions, 1984.
- Vertical and Horizontal (contos), Simon & Schuster, 1963.
- Reporting (artigos publicados pela New Yorker, incluindo "The Yellow Bus," "Symbol of All We Possess," "The Big Stone," "Terrific," "El Unico Matador," "Portrait of Hemingway," e "Picture"), Simon & Schuster, 1964, com nova introdução da autora, Dodd (New York City), 1981.
- Adlai Stevenson, Lippincott (Philadelphia), 1966.
- Talk Stories (sessenta histórias publicadas na seção "The Talk of the Town" da New Yorker, 1958–65), Simon & Schuster, 1966.
- Reporting Two, Simon & Schuster, 1969.
- Moments with Chaplin, Dodd, 1980.
- Takes: Stories from "The Talk of the Town", Congdon & Weed (New York City), 1983.
- Here but Not Here: A Love Story (memoir), Random House, 1998.
- Reporting Back:  Notes on Journalism, Counterpoint (New York), 2002.
- Reporting Always: Writing for The New Yorker (não-ficção), Scribner, November 2015.